# تئودور انطاکیه
تئودور انطاکیه یا تئودور موپسوستیا (انگلیسی: Theodore of Mopsuestia; c. 350 – c. 428) قدیس مسیحی اهل امپراتوری بیزانس بود. متخصص در الهیات مسیحی و اسقف موپسوستیا (به عنوان تئودور دوم) از ۳۹۲ تا ۴۲۸ پس از میلاد بود. او همچنین به نام تئودور انطاکیه، از محل تولد و پیشتازش شناخته می‌شود. او شناخته شده‌ترین نماینده هرمنوتیک مدرسه تعلیم و تربیت انطاکیه است.